# Brontolaemus currax
Brontolaemus currax is een keversoort uit de familie dwergschorskevers (Laemophloeidae). De wetenschappelijke naam van de soort werd in 1908 gepubliceerd door David Sharp.